# 新川織部
新川 織部（にいかわ おりべ、1988年7月16日 - ）は、岐阜県山県市出身の元プロサッカー選手。ポジションはFW。

## 来歴
高校生の時には名古屋グランパスU-18に所属し、ドリブルを武器に2年時からチームの中心選手として活躍。2006年には、高円宮杯U-18準優勝を果たしている。
2007年、福島新太、吉田麻也、長谷川徹とともにトップチームに昇格。しかし、選手層の厚さから3年間でリーグ戦出場が1試合にとどまった。
2009年のオフに戦力外通告を受け、名古屋を退団。名古屋時代に公式戦で挙げた得点は、2009年に若手選手中心で臨んだACLグループリーグ最終節の北京国安戦のみだった。
2010年にはFC琉球に完全移籍。2011年に契約満了し、そのまま現役引退。
2018年11月4日にTBS系列で放送された「消えた天才」に出演し、内装業の職人として働いていることが放送された。

## 所属クラブ
ユース経歴
- ジュベン898FC
- JUVENTUDE FC
- 名古屋グランパスU-18 (豊田大谷高等学校)

プロ経歴
- 2007年 - 2009年 名古屋グランパスエイト/名古屋グランパス
- 2010年 - 2011年 FC琉球

## 個人成績
| 国内大会個人成績 | 国内大会個人成績 | 国内大会個人成績 | 国内大会個人成績 | 国内大会個人成績 | 国内大会個人成績 | 国内大会個人成績 | 国内大会個人成績 | 国内大会個人成績 | 国内大会個人成績 | 国内大会個人成績 | 国内大会個人成績 |
| 年度             | クラブ           | 背番号           | リーグ           | リーグ戦         | リーグ戦         | リーグ杯         | リーグ杯         | オープン杯       | オープン杯       | 期間通算         | 期間通算         |
| 年度             | クラブ           | 背番号           | リーグ           | 出場             | 得点             | 出場             | 得点             | 出場             | 得点             | 出場             | 得点             |
| 日本             | 日本             | 日本             | 日本             | リーグ戦         | リーグ戦         | リーグ杯         | リーグ杯         | 天皇杯           | 天皇杯           | 期間通算         | 期間通算         |
| ---------------- | ---------------- | ---------------- | ---------------- | ---------------- | ---------------- | ---------------- | ---------------- | ---------------- | ---------------- | ---------------- | ---------------- |
| 2007             | 名古屋           | 38               | J1               | 0                | 0                | 1                | 0                | 0                | 0                | 1                | 0                |
| 2008             | 名古屋           | 38               | J1               | 1                | 0                | 1                | 0                | 1                | 0                | 3                | 0                |
| 2009             | 名古屋           | 25               | J1               | 0                | 0                | 0                | 0                | 0                | 0                | 0                | 0                |
| 2010             | 琉球             | 16               | JFL              | 26               | 1                | -                | -                | 2                | 0                | 28               | 1                |
| 2011             | 琉球             | 16               | JFL              | 20               | 0                | -                | -                | 1                | 0                | 21               | 0                |
| 通算             | 日本             | 日本             | J1               | 1                | 0                | 2                | 0                | 1                | 0                | 4                | 0                |
| 通算             | 日本             | 日本             | JFL              | 46               | 1                | -                | -                | 3                | 0                | 49               | 1                |
| 総通算           | 総通算           | 総通算           | 総通算           | 47               | 1                | 2                | 0                | 4                | 0                | 53               | 1                |

| 国際大会個人成績 | 国際大会個人成績 | 国際大会個人成績 | 国際大会個人成績 | 国際大会個人成績 |
| 年度             | クラブ           | 背番号           | 出場             | 得点             |
| AFC              | AFC              | AFC              | ACL              | ACL              |
| ---------------- | ---------------- | ---------------- | ---------------- | ---------------- |
| 2009             | 名古屋           | 25               | 1                | 1                |
| 通算             | AFC              | AFC              | 1                | 1                |

- 公式戦初出場 - 2007年3月21日 - ナビスコカップ予選リーグ第1節 vsヴァンフォーレ甲府（山梨県小瀬スポーツ公園陸上競技場）
- Jリーグ初出場 - 2008年10月25日 - J1第30節 vsジュビロ磐田（豊田スタジアム）
- 公式戦初得点 - 2009年5月20日 - AFCチャンピオンズリーグ・グループリーグ第6節 vs北京国安（北京工人体育場）

## 代表歴
- U-17日本代表

## タイトル

### クラブ
FC琉球
- タイムス杯争奪沖縄県サッカー選手権大会：2回（2010年、2011年）